# 周伯通
周伯通（しゅう はくつう、拼音: Zhōu Bótōng）は、金庸の武俠小説、『射鵰英雄伝』・『神鵰剣俠』に登場する架空の人物。初登場の時点で推定60歳前後と高齢ながら武術の達人。日本語訳では関西弁を話す陽気な老人になっている。あだ名は「老頑童」。のちに天下五絶の筆頭となる。

## 略歴
全真教の開祖、王重陽の義弟であり、全真派武術の第一世代。王重陽と義兄弟であったため、王重陽の弟弟子扱いになってはいるが、武芸は王重陽から教わっており、実際は弟子である。全真教内での地位は高く、全真教第二世代、全真七子の師叔にあたる。しかし、全真教の堅苦しさを嫌がり、王重陽の死後はあまり立ち寄っていない。
初回の華山論剣には王重陽に付き添いで参加したが、この時点では天下五絶となるほどの実力はなかった。その後、王重陽が大理国に赴き、皇帝（後の一灯大師）と会談している間、皇帝の貴妃である劉瑛（後の瑛姑）と関係を持ってしまい、妊娠させてしまう。本人が言うには、「いけないことだとは知らなかったと」の弁。いたたまれなさに瑛姑のもとを逃げ出し、以後女性に対してはトラウマを抱えることになった。
王重陽の死後は、彼の遺言に従い「九陰真経」を守る。しかし、これがもとで黄薬師と対立。この時点で黄薬師に敗北し、両足の骨を折られ、15年もの間桃花島で軟禁されていた。本人が言うには、「自分がこの場所を出て行かないだけで、負けてはいない」とのこと。この間、暇に飽かせて「左右互縛術」、あるいは「両手の拳法」とも言われる奇妙な武術を身に付け、また「空明拳」という「柔」と「虚」の極限に達する武術を考案。大いに力をつけた。
監禁15年目、当時18歳の郭靖が桃花島にやってくると、彼と義兄弟になる。郭靖は恩師・馬鈺の師叔にあたる周伯通と義兄弟になることをためらうが、そのような常識は周伯通には通じなかった。その後、偶然に九陰真経を発見すると、自分は王重陽にこれの習得を禁じられていたため、郭靖にそれと知らせず九陰真経を指導。自分もその過程で九陰真経を身に着けてしまい、ついに黄薬師を超える武功を身に付け、長い軟禁生活に終止符を打った。
その後も、『射鵰英雄伝』ではあちこち放浪し、気まぐれから郭靖に協力したり、悪ふざけがもとで逆に手を煩わせたりした。
『神鵰剣俠』では、自分に対し卑屈にならず反抗的な態度をとる楊過をかなり気に入っている。逆に、12歳前後の耶律斉を弟子にしたが、子供ながら折り目正しい耶律斉をもてあましていた。また、楊過を絶情谷につれてきたことで小龍女からは感謝されており、小龍女と養蜂技術と引き換えに「左右互縛術」を伝授している。この養蜂は大いに気に入ったらしく、隠居後はひたすら蜂を育てていた。
また、推定90代後半になって何十年も逃げ回ってきた瑛姑と向き合い、一緒に暮らし始めた。

## 性格
かなり子供っぽい部分が目立ち、いたずらが大好き。そのため、あだ名は「老頑童」と呼ばれている。武術に傾倒しており、桃花島に15年にわたり軟禁されていたときもひたすら研鑽をしていた。
執着心が強すぎることと、「俠」の心がないことから全真教では出家をさせてもらっていない。ただ、本人はまったく気にかけることなく武術に専念していた。また、「執着心が強い」のは武術に対してだけであり、富・名声には極めて無頓着。だが、たまに黄蓉らに見栄を張る程度のことはあった。

## 武功
武芸を愛しており、暇さえあれば修練を怠らない。作中では郭靖らとともに成長を重ね、かなりの強さになっている。ことに『神鵰剣俠』においては、ますます武功に磨きがかかり、毒や集団戦法などによらなければ基本的に負けはないが、楊過との腕比べでは高齢のため息が上がってしまった。
左右互縛術（さゆうごばくじゅつ）
桃花島の軟禁生活中、対戦相手がいないので暇つぶしに考案した武芸。「左右分撃」、「二心分用」などさまざまな名称で呼ばれている。
特徴としては、左右の手を別個独立のものとして使うことで、単純な戦力が2倍になること。もっとも、周伯通は遊びと考えており、郭靖に指摘されて初めて実戦でも使用できることに思い立っている。
手順としては、「右手で丸を、左手で四角を書く」という単純作業から、順次発展させていく。その習得にはあまり頭で物事を考えない単純な性格をしていることが条件。複雑に物事を考えるタイプの人間は聡明さが邪魔をして、「精神を集中する、ただし一点にでなく両手に」ということを考えすぎるから習得ができないとされている。
ドラマ版の『雪山飛狐』では、清の時代に周伯通の残した秘伝書から、この「左右互縛術」が再登場していた。
空明拳（くうめいけん）
桃花島の軟禁中に開発した武功、全部で72手ある。「陽」と「剛」の極限である「降龍十八掌」に対し、「陰」と「柔」の極限とされている。周伯通によれば、「剛」の技には限界があるが、「柔」には限界はなく、いくらでも強くなれるとのこと。ただ、常に「剛」に勝てるわけでなく、使い手の技術によるとのこと。周伯通の他には郭靖、耶律斉が取得している。
もともと全真教に所属していながらも、「空」や「無」といった題目は何の役にも立たないものだ、と考えていた周伯通がある日、「茶碗にご飯が入れられるのは、茶碗が窪んで何も無い場所ができているからだ。空や無は役に立つんだ」と悟ったことが技の由来。周伯通の性格からか、技の名前は非常にふざけた物となっており、「空碗盛飯」、「空屋住人」など。
九陰真経（きゅういんしんけい）
射鵰三部作に共通して登場する武芸の秘伝書。これを巡り、多くの武芸者の血が流れたことから、全真教の開祖・王重陽の遺言により、全真教の関係者は習得を禁じられていた。周伯通はこの遺言を守る気ではいたのだが、偶然に九陰真経を入手すると、武術をやる者の好奇心に負け、自分は習得できないが、義弟の郭靖に修行させるなら問題なかろう、と九陰真経を指導。その段階で気づかぬうちに九陰真経を身につけてしまった。

## 演じた俳優
映画
- 劉少文：『射鵰英雄伝』 1958年
- 梁醒波：『神鵰俠侶』 1960年
- 郭追：『射鵰英雄伝』 1977年
- 郭追：『射鵰英雄伝続集』 1978年
- 郭追：『射鵰英雄伝第三集』 1981年
- カリーナ・ラウ：『大英雄』（原題：『射鵰英雄傳之東成西就』） 1993年

テレビドラマ
- 『射鵰英雄伝』
  - 秦煌：『射鵰英雄伝』 佳芸電視 香港 1976年
  - 秦煌：『射鵰英雄伝』 TVB 香港 1983年
  - リウ・カイチー：『射鵰英雄伝之九陰真経』 TVB 香港 1993年
  - 黎耀祥：『射鵰英雄伝』 TVB 香港 1994年
  - 黎耀祥：『射鵰英雄伝之南帝北丐』 TVB 香港 1994年
  - サオ・リャン：『射鵰英雄伝』 中央電視台（CCTV） 中国 2003年
  - ニン・ウェントン：『射鵰英雄伝 レジェンド・オブ・ヒーロー』 華策影視・完美影視 中国 2017年

- 『神鵰剣俠』
  - 秦煌：『神鵰俠侶』 佳芸電視 香港 1976年
  - 秦煌：『神鵰俠侶』 無綫電視（TVB） 香港 1984年
  - 龍冠武：『神鵰俠侶』 台湾中視（CTV） 1984年
  - 黎耀祥：『神鵰俠侶』 TVB 香港 1995年
  - 麥皓為：『神鵰俠侶』 メディアコープ シンガポール 1998年
  - 趙亮： 『神鵰侠侶』  中央電視台（CCTV） 中国 2006年

## その他
- オンラインゲーム『ストリートファイター オンライン マウスジェネレーション』（SFO）（ダレット、2008年）のキャラクターとして登場。ダレット稲船敬二代表取締役は「中国でのサービス展開も視野に入れているため」としている。